# Alberto Giacometti
Alberto Giacometti (Borgonovo, Suïssa, 10 d'octubre de 1901 - Coira, Suïssa, 11 de gener de 1966) va ser un escultor i pintor suís.

## Biografia
Giacometti va néixer a Borgonovo, a Suïssa, prop de la frontera italiana, on va créixer en un ambient d'artistes. El seu pare, Giovanni Giacometti, havia estat pintor impressionista, mentre que el seu padrí, Cuno Amiet, va ser fauvista.
Després d'acabar l'ensenyament secundari, es va traslladar a Ginebra per a cursar estudis de pintura, dibuix i escultura en l'Escola de Belles Arts i a París, el 1922, per a estudiar en la Académie de la Gran Chaumière a Montparnasse sota la tutela d'un associat de Rodin, l'escultor Antoine Bourdelle. Va ser allí on Giacometti va experimentar amb el cubisme. No obstant això, li va atreure més el moviment surrealista i cap a 1927, després que el seu germà Diego es convertís en el seu ajudant, Alberto havia començat a mostrar les seves primeres escultures surrealistes al Saló de les Teuleries.

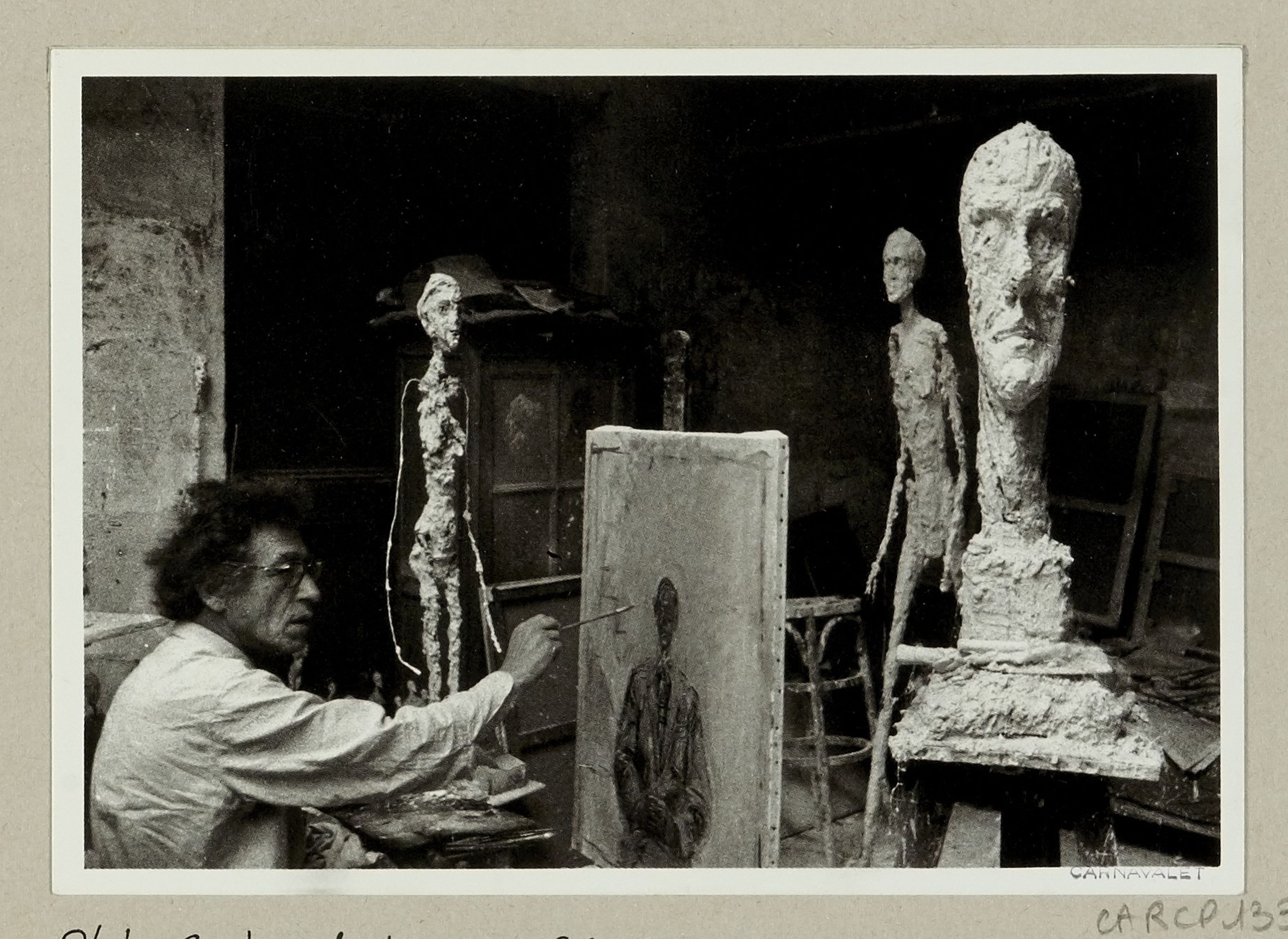
L'artista treballant al seu estudi

Poc temps després, ja era considerat un dels escultors surrealistes més importants de l'època. Vivint en una zona tan creativa com Montparnasse, va començar a associar-se amb artistes com Joan Miró, Max Ernst i Pablo Picasso, a més d'escriptors com Samuel Beckett, Jean-Paul Sartre, Paul Éluard i André Breton, per al qual va escriure i va dibuixar en la seva publicació Le surréalisme au Service de la Révolution. Entre 1935 i 1940, Giacometti va concentrar la seva escultura en el cap humà, centrant-se principalment en la mirada. Això va ser seguit per una nova i exclusiva fase artística en la qual les seves estàtues van començar a estirar-se, allargant les seves extremitats. Giacometti és conegut, sobretot, per les seves figures antropomorfes de proporcions allargades que caminen. Si bé té figures en grup, la major part solen ser persones en solitari.
Durant la Segona Guerra Mundial va viure a Ginebra, on va conèixer Annette Arm. El 1946 ambdós van tornar a París, on van contreure matrimoni el 1949. El matrimoni va semblar tenir un bon efecte en ell, ja que li va seguir el període probablement més productiu de la seva carrera. Va ser la seva dona la qual li va brindar l'oportunitat d'estar constantment en contacte amb un altre cos humà. Altres models havien trobat que el posar per a ell no era un treball fàcil, però Annette el va ajudar enormement, suportant pacientment sessions que durarien hores fins que Giacometti assolís el que buscava. Poc més tard es va organitzar una exposició del seu treball a la Galeria Maeght de París i en la galeria Pierre Matisse de Nova York, per al catàleg de la qual el seu amic Jean-Paul Sartre va escriure la introducció. A principis dels anys 50, l'ús del bronze s'havia fet econòmicament accessible i Giacometti va començar a realitzar els seus treballs en bronze. Perfeccionista, Giacometti estava obsessionat amb crear les seves escultures exactament com les veia a través del seu exclusiu punt de vista de la realitat.
El 1954 va rebre l'encàrrec de dissenyar un medalló amb la imatge de Henri Matisse, pel que va crear nombrosos dibuixos durant els últims mesos de vida del pintor. El 1962 va rebre el gran premi d'escultura en la Biennal de Venècia, el que li va dur a convertir-se en una celebritat internacional.

## Galeria

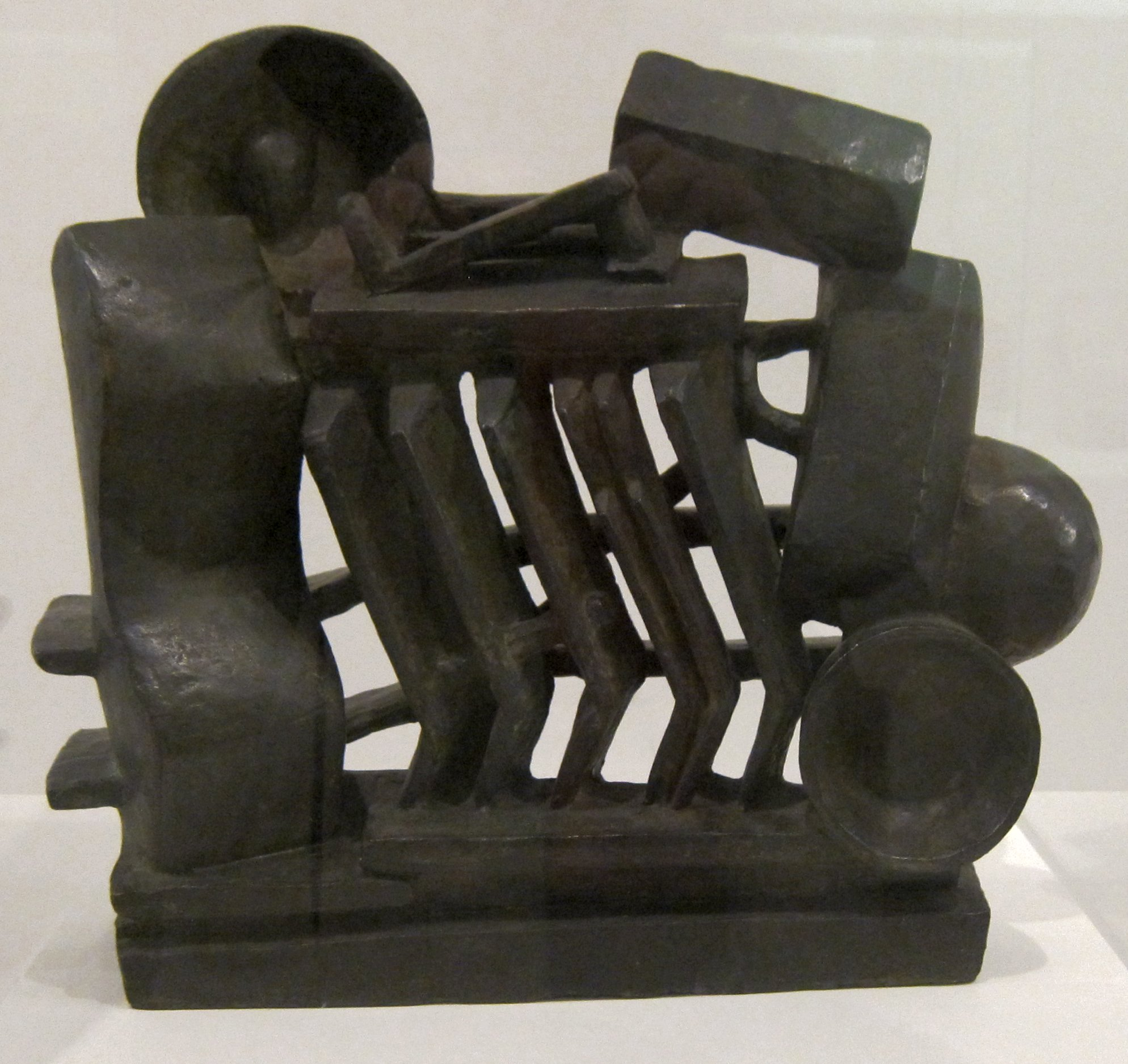
Composició. Home i dona (Tate Modern)
Cap (Museo Nacional de Arte Reina Sofía)
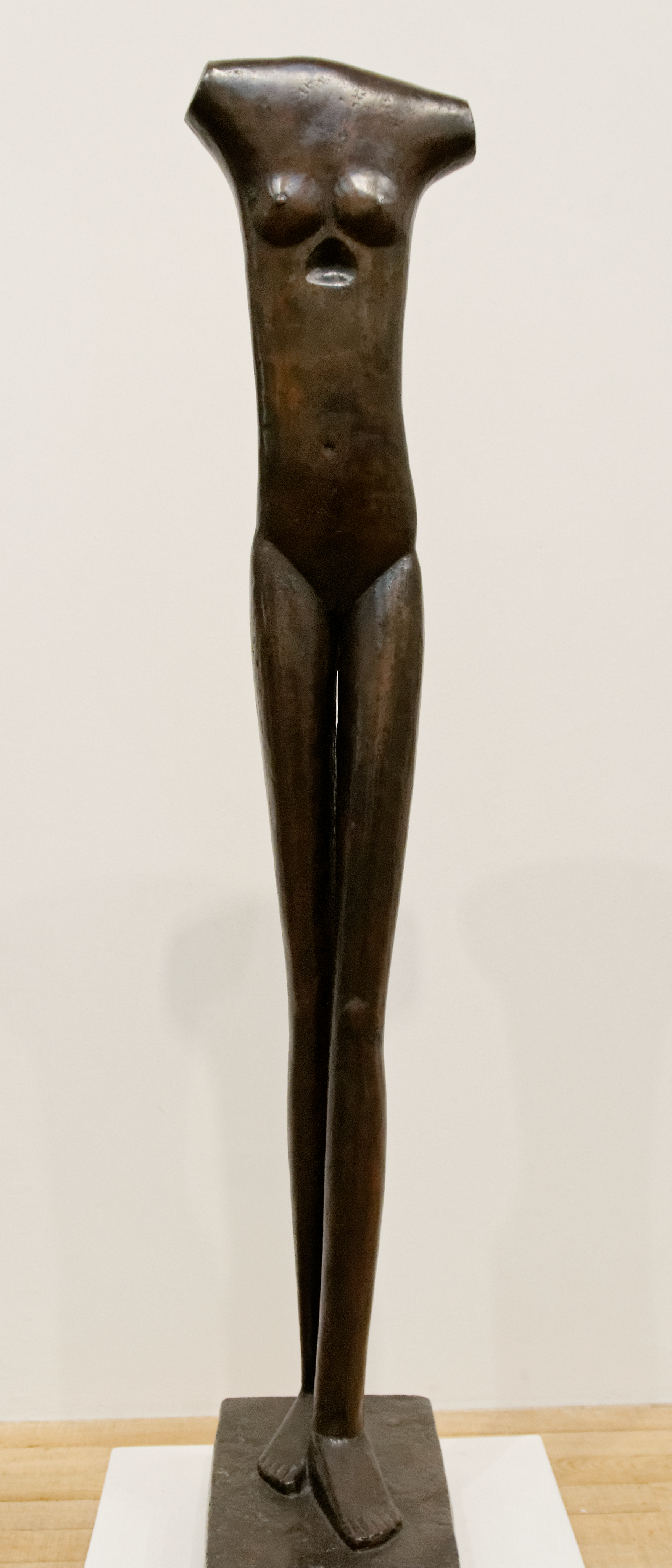
Dona que camina (Tate Modern)
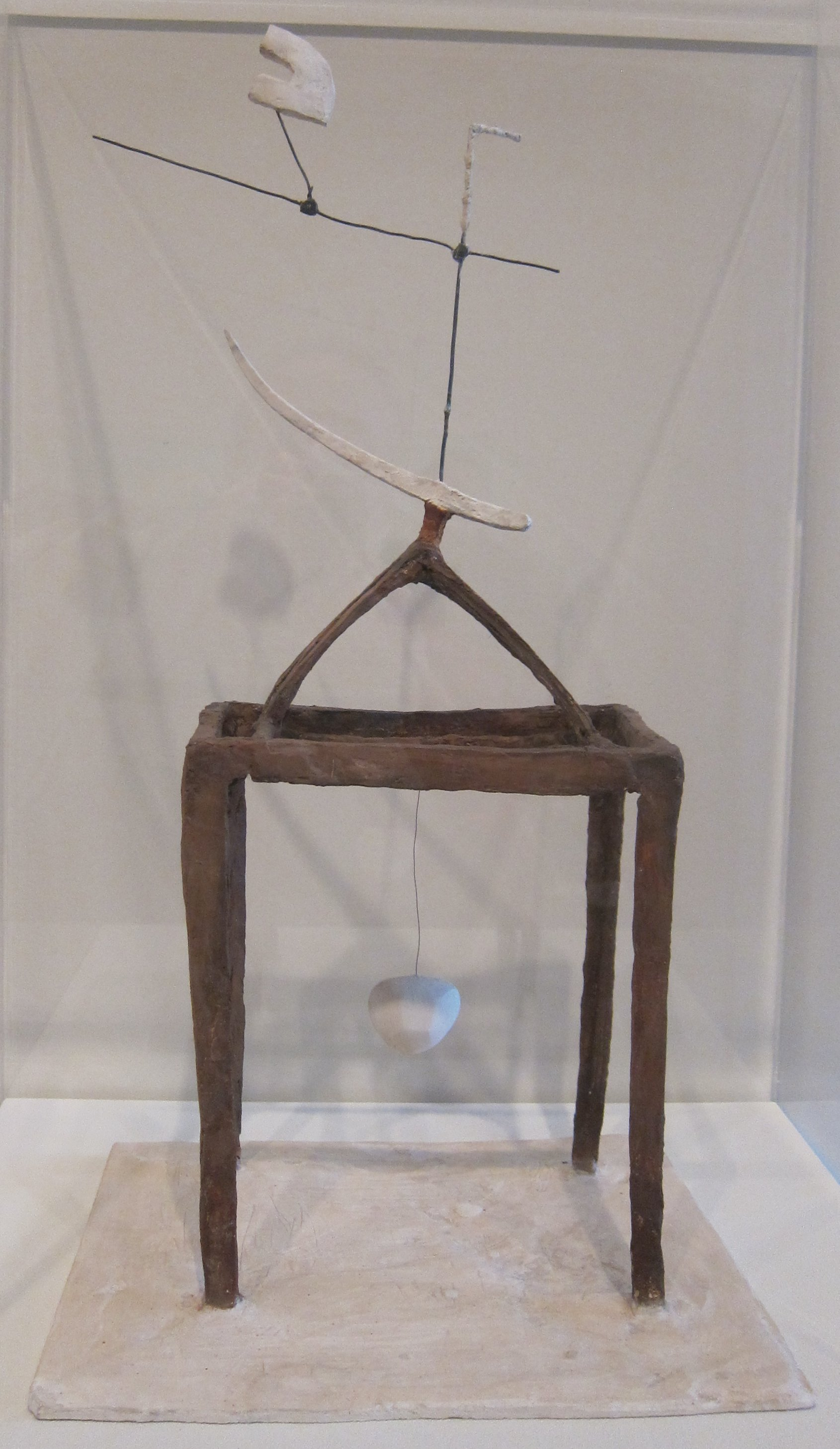
Hour of the traces (Tate Modern)
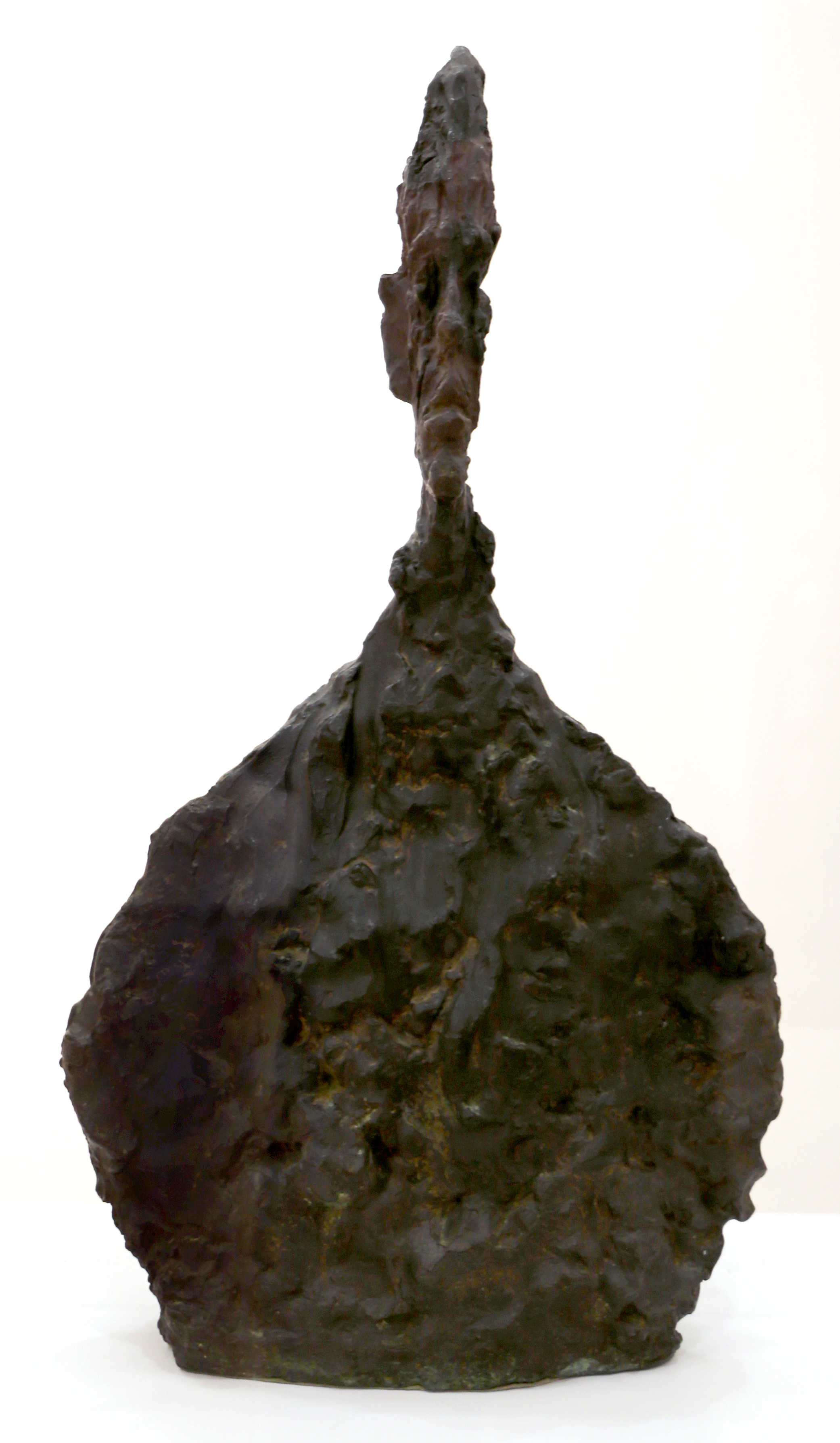
Bust de Diego